# Erin Entrada Kelly
Pour les articles homonymes, voir Kelly.
Erin Entrada Kelly est une écrivaine philippino-américaine spécialisée dans la littérature pour enfants. Elle reçoit la médaille Newbery en 2018 pour son troisième roman : C'est l'Univers qui l'a voulu (Hello, Universe). Ses livres sont des best-sellers et ont été traduits dans de nombreuses langues.

## Biographie
Erin Entrada Kelly est née aux États-Unis et a grandi à Lake Charles, en Louisiane, mais vit maintenant dans le comté de New Castle, dans le Delaware, près de Philadelphie. Sa mère a immigré aux États-Unis après avoir quitté les Philippines.
Kelly est titulaire d'un baccalauréat universitaire de l'Université d'État McNeese et d'un Master des Beaux-Arts (Master of Fine Arts) du Rosemont College (en), où elle enseigne des cours de deuxième cycle en littérature pour enfants. Elle fait également partie de la faculté de l'Université Hamline, où elle enseigne l'écriture pour la littérature d'enfance et de jeunesse.

## Carrière
Elle commence sa carrière en tant que journaliste pour l'American Press et travaille comme rédactrice pour Thrive Magazine pendant plusieurs années avant de déménager dans le Nord-Est. Son premier roman, Blackbird Fly, est publié par HarperCollins Greenwillow Books en 2015 et remporte le Prix Golden Kite (en) de la Society of Children's Book Writers and Illustrators (en) et un prix d'honneur de l'APALA. Elle remporte les Children's Asian/Pacific American Awards for Literature de 2016 pour son deuxième roman, The Land of Forgotten Girls. Elle publie également de nombreuses nouvelles pour adultes et travaille comme publiciste pour Smith Publicity à Cherry Hill, dans le New Jersey.
Son troisième roman, C'est l'Univers qui l'a voulu (Hello, Universe) qui raconte l'histoire d'un collégien disparu et du groupe d'amis qui a entrepris de le sauver, reçoit la médaille Newbery de 2018, parmi d'autres distinctions,.
Kelly est également l'auteure de la série Maybe, Maybe Marisol Rainey dont elle réalise les illustrations.
Elle cite Judy Blume comme sa plus grande influence.

## Récompenses

### Prix
- 2018 : Médaille Newbery, C'est l'Univers qui l'a voulu [13]
- 2019 : Deutscher Jugendliteratur Preis, Catégorie « Prix du livre pour enfants » : C'est l'Univers qui l'a voulu [14]
- New York Public Library Meilleurs livres de l'année, C'est l'Univers qui l'a voulu (2017)[15], Lalani des mers lointaines (2019)[16], We Dream of Space (2020)[17]
- Chicago Public Library, Meilleurs livres de l'année : C'est l'Univers qui l'a voulu (2017)[18], We Dream of Space (2020)[19]
- 2025 : Médaille Newbery, The First State of Being[20]

### Nominations
- 2015-2016 : Prix d'honneur Asian/Pacific American Awards for Literature (APALA) : Blackbird Fly[21]
- 2016 : Prix d'honneur Golden Kite, Society of Children's Book Writers and Illustrators : Blackbird Fly[22]
- 2017-2018 : Finaliste du Dorothy Canfield Fisher Book Award : The Land of Forgotten Girls[23]
- 2020 : Finaliste au prix Mythopoeic du meilleur roman fantastique pour enfants : Lalani des mers lointaines[24]
- 2021 : Newbery Honor : We Dream of Space[25]

## Œuvres
- (en) Blackbird Fly, Greenwillow Books, 2015
- (en) The Land of Forgotten Girls, Greenwillow Books, 2016
- C'est l'Univers qui l'a voulu, Seuil jeunesse, 2019 ((en) Hello, Universe, Greenwillow Books, 2017  (ISBN 0062414151)), trad. Amelie Sarn, 272 p.  (ISBN 979-1-0235-1184-0)
- (en) You Go First, Greenwillow Books, 2018
- Lalani des mers lointaines, Seuil jeunesse, 2020 ((en) Lalani of the Distant Sea, Greenwillow Books, 2019  (ISBN 978-0-0627-4727-3)), trad. Christophe Rosson, 368 p.  (ISBN 979-1-0235-1263-2)
- (en) We Dream of Space, Greenwillow Books, 2020
- (en) Maybe Maybe Marisol Rainey, Greenwillow Books, 2021
- (en) Those Kids from Fawn Creek, Greenwillow Books, 2022
- (en) Surely Surely Marisol Rainey, 2022
- (en) The First State of Being, 2024